# Betinho Pinto Coelho
Alberto Pinto Coelho Neto (Belo Horizonte, 28 de abril de 1975), é um político brasileiro, filiado ao PV. Nas eleições de 2022, foi eleito deputado estadual por MG.